# Melomys matambuai
Melomys matambuai  (Flannery, Colgan, and Trimble, 1994) è un roditore della famiglia dei Muridi endemico dell'isola di Manus, Nuova Guinea.

## Descrizione

### Dimensioni
Roditore di medie dimensioni, con la lunghezza della testa e del corpo di 151 mm, la lunghezza della coda di 141 mm, la lunghezza del piede tra 30,3 e 31 mm, la lunghezza delle orecchie di 18 mm e un peso fino a 145 g.

### Aspetto
La pelliccia è corta. Le parti superiori sono bruno-rossicce, mentre le parti ventrali sono bianche. Le orecchie sono prive di peli. Le zampe sono chiare e finemente ricoperte di peli. La coda è più corta della testa e del corpo, è prensile ed è uniformemente nerastra, caratteristica unica nel genere Melomys, dove è bicolore.

## Biologia

### Comportamento
È una specie arboricola.

## Distribuzione e habitat
Questa specie è diffusa sull'isola di Manus, nelle Isole dell'Ammiragliato, Arcipelago di Bismarck.
Vive nelle foreste e talvolta è stato osservato in piantagioni di cacao.

## Conservazione
La IUCN Red List, considerato l'areale limitato e frammentato soggetto alla presenza umana, classifica M.matambuai come specie in pericolo (EN).